# F32 (Paralympics)
T32 und F32 sind Startklassen der paralympischen Sportarten für Sportler in der Leichtathletik. Die Zugehörigkeit von Sportlern zur Startklasse ist mit Stand März 2021 wie folgt skizziert:
Spastische Tetraplegie, Ataxie, Athetose, gemischte Bilder. Schwerste Beeinträchtigung aller vier Extremitäten und des Rumpfs; etwas mehr Kontrolle einer Seite des Körpers als die Athleten der F31-Klasse.
Den Wettkampfklassen mit 30er-Ziffern werden Athleten mit koordinativen Beeinträchtigungen des zentralen Nervensystems zugeordnet, die oft von Zerebralparesen oder Gehirnverletzungen verursacht wurden, wobei typischerweise die Fähigkeit zur Kontrolle von Beinen, Rumpf, Armen und/oder Händen beeinträchtigt ist.
Je niedriger die Klassenziffer, desto höher der Grad der Einschränkung. Athleten der Wettkampfklassen 31–34 sitzen bei ihren Wettkämpfen im Rollstuhl, während die Athleten der Wettkampfklassen 35–38, die über bessere Möglichkeiten zur Kontrolle ihrer Bein- und Rumpffunktionen verfügen, im Stehen antreten.
- T32: Startklasse für Disziplinen der Leichtathletik im Rennrollstuhl,
- F32: Startklasse für Wurfdisziplinen in der Leichtathletik im Rollstuhl,
- es wird sitzend gestartet.

Zu beachten: Die Klassifizierungen und Startklassen wurden in den letzten Jahren weiter ausdifferenziert, wobei jedoch der gleiche Klassifizierungscode andere Kriterien enthalten kann. Deshalb zum Vergleich die ältere Version (noch ohne T32): „Beeinträchtigung der Koordination (Hypertonus, Ataxie und Athetose). Mittlere bis schwere Lähmung aller vier Gliedmaßen und des Rumpfes. Der Sportler kann einen Rollstuhl bewegen.“